# Xylophagomorpha
Infra-ordre
Les Xylophagomorpha (les xylophagomorphes en français) sont un infra-ordre d'insectes diptères brachycères. Ils ne comptent qu'une seule super-famille, les Xylophagoidea, comprenant qu'une seule famille actuelle, les Xylophagidae, et deux familles fossiles, les Kovalevisargidae et les Eremochaetidae.